# Ернст-Август Фріке
Ернст-Август Фріке (Ernst-August Fricke; 11 травня 1911, Альтона — 9 листопада 1943, Кенігсберг) — німецький офіцер, оберстлейтенант вермахту. Кавалер Лицарського хреста Залізного хреста з дубовим листям.

## Біографія
В 1930 році вступив на службу в поліцію Гамбурга. 1 серпня 1935 року перейшов у вермахт. У складі 76-го мотопіхотного полку 20-ї мотопіхотної дивізії брав участь у Польській кампанії. Під час Французької кампанії командував 2-ю ротою свого полку. З червня 1941 року брав участь у Німецько-радянській війні. Відзначився у боях біля Тихвіна та на Волхові. З літа 1942 року — командир 2-го батальйону свого полку. Відзначився у боях під Орлом, де 13 серпня 1943 року був тяжко поранений. Помер у шпиталі.

## Звання
- Унтерофіцер (1930)
- Лейтенант (1 лютого 1940)
- Оберлейтенант (1940)
- Гауптман (1942)
- Майор (1943)
- Оберстлейтенант (1943, посмертно)

## Нагороди
- Медаль «За вислугу років у Вермахті» 4-го класу (4 роки)
- Залізний хрест
  - 2-го класу (6 листопада 1939)
  - 1-го класу (24 липня 1941)
- Штурмовий піхотний знак в бронзі
- Лицарський хрест Залізного хреста з дубовим листям
  - лицарський хрест (17 січня 1942)
  - дубове листя (№ 341; 30 листопада 1943)
- Медаль «За зимову кампанію на Сході 1941/42» (25 липня 1942)
- Почесна застібка на орденську стрічку для Сухопутних військ (№ 1872; 27 червня 1943)
- Нагрудний знак «За поранення» в золоті (1943)